# 切卡區

切卡區（西班牙語：Distrito de Checca），是秘魯的一個區，位於該國南部庫斯科大區的卡納斯省，始建於1857年1月2日，面積503.76平方公里，海拔高度3,810米，2005年人口6,490，人口密度每平方公里13人。